# Rue Hélène
Rue Hélène är en gata i Quartier des Batignolles i Paris sjuttonde arrondissement. Gatan är uppkallad efter en viss monsieur Hélène som ägde den mark, på vilken gatan sedermera anlades. Rue Hélène börjar vid Avenue de Clichy 41 och slutar vid Rue Lemercier 18. Vid Rue Hélène är Square de la Rue Hélène belägen.

## Omgivningar
- Sainte-Marie des Batignolles
- Square des Batignolles med Allée Barbara
- Parc Martin-Luther-King

## Bilder
| - Gatuskylt. - Square de la Rue Hélène. - Sainte-Marie des Batignolles. - Square des Batignolles. - Parc Martin-Luther-King. |

## Kommunikationer
- Tunnelbana – linje  – La Fourche
- Busshållplats Ganneron – Paris bussnät

### Webbkällor
- ”Rue Hélène”. Mairie de Paris. https://web.archive.org/web/20150910041114/http://www.v2asp.paris.fr/commun/v2asp/v2/nomenclature_voies/Voieactu/4472.nom.htm. Läst 4 september 2023.
- ”Rue Hélène (17ème arrondissement)”. Les rues de Paris. https://web.archive.org/web/20190729081743/http://www.parisrues.com/rues17/paris-17-rue-helene.html. Läst 4 september 2023.